# Stephan Körner (Richter)
Stephan Körner, auch in der Schreibweise Stefan Körner (* 11. Februar 1964 in Saarbrücken) ist ein deutscher Richter. Er ist Richter am Verwaltungsgericht des Saarlandes, derzeit tätig am Sozialgericht Saarbrücken und stellvertretender Richter am Verfassungsgerichtshof des Saarlandes.

## Privatleben, Ausbildung und Beruf
Körner wurde als Sohn einer Arbeiterfamilie geboren. Nach Schulzeit u. a. am Otto Hahn Gymnasium (Saarbrücken) und Zivildienst nahm er 1986 ein Studium der Rechtswissenschaften an der Universität des Saarlandes und der Universität zu Köln auf. 1990 legte er das 1. juristische Staatsexamen ab und war dann im Rahmen seines Referendariats unter anderem im Saarland-Büro und der Deutschen Botschaft in Brüssel tätig.
Im Anschluss an das 2. Staatsexamen 1993 entschied er sich für ein Richteramt beim Verwaltungsgericht Karlsruhe. 1995 wechselte er an das Verwaltungsgericht des Saarlandes, wo er 1997 zum Richter am Verwaltungsgericht ernannt wurde. Seit April 2009 ist er Richter am Sozialgericht Saarbrücken. Nebenamtlich ist er seit 2008 stellvertretender Richter am Verfassungsgerichtshof des Saarlandes.
Körner ist verheiratet.

## Politischer Werdegang
Körner trat 1981 der Partei Die Grünen bei und gehört zum Realoflügel der Partei. Im Jahr 1989 zog er für Die Grünen als Listennachrücker erstmals in den Stadtverbandstag Saarbrücken ein. Nach langjährigem Engagement im Ortsverein Saarbrücken-Halberg wurde er 1999 zu dessen Vorsitzenden gewählt. 2001 war er als Stadtrat an der ersten schwarz-grünen Koalition in einer Landeshauptstadt beteiligt. Bei den Kommunalwahlen 2004 wurde er in den Stadtverbandstag Saarbrücken (seit 2008 Regionalversammlung) gewählt, wo er den Fraktionsvorsitz für Bündnis 90/Die Grünen innehatte. 2009 trat er als Spitzenkandidat von Bündnis 90/Die Grünen für die Wahl der Regionalversammlung an und war Direktkandidat für das Amt des Regionalverbandsdirektors.
Am 10. September 2009 wurde Körner mit Start der saarländischen Jamaika-Koalition unter dem CDU-Ministerpräsident Peter Müller zum Staatssekretär im Kultusministerium berufen. Mit der Auflösung dieser Koalition durch die CDU-Ministerpräsidentin Annegret Kramp-Karrenbauer am 6. Januar 2012 endete seine Amtszeit in der Regierung. Nach seiner Zeit als Staatssekretär kehrte Körner zurück in die saarländische Gerichtsbarkeit, wurde zunächst als Richter am Sozialgericht eingesetzt, danach wieder am Verwaltungsgericht.